# Entrata di Cristo a Gerusalemme (Pietro Lorenzetti)

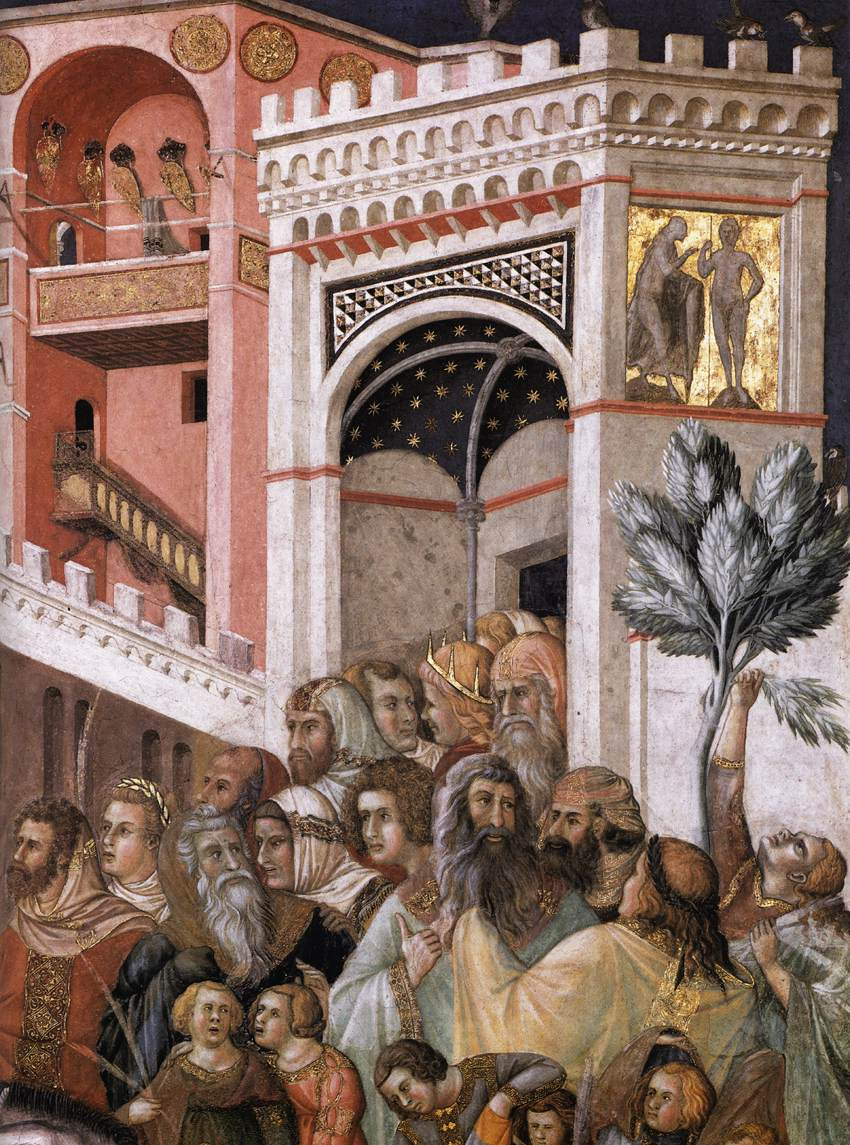
Dettaglio

L'Entrata di Cristo a Gerusalemme è un affresco di Pietro Lorenzetti, facente parte delle Storie della Passione di Cristo nel transetto sinistro della basilica inferiore di San Francesco ad Assisi. Il ciclo è databile al 1310-1319 circa.

## Descrizione e stile
L'Entrata di Cristo a Gerusalemme è la prima scena del ciclo e si trova sulla volta a botte. L'artista la rappresentò partendo da un'iconografia tradizionale (Cristo che avanza da sinistra verso destra seguito dagli Apostoli, con la gente di Gerusalemme che gli si fa incontro uscendo dalla città sul lato opposto), rinnovandola però con alcune invenzioni di grande effetto. 
I due gruppi di figure in incastrano infatti lungo i bordi del dipinto generando un angolo ottuso molto divaricato, che ha il vertice nella figura di Cristo, in primo piano vicino allo spettatore. Egli incede sull'asinello entro un sontuoso mantello blu bordato d'oro, e avanza benedicendo la folla, la quale al suo passaggio lancia rami di ulivo (come i due fanciulli sulla terrazza rocciosa a sinistra, uno dei quali si sta arrampicando su un albero) e stende drappi sulla via. 
In questo angolo di figure se ne incunea un secondo, dai lati paralleli, formato dalle mura di Gerusalemme, dalla porta urbica e dagli edifici monumentali che sporgono con scorci arditi, prospetticamente validi ma non raccordati a un unico punto di fuga. L'effetto compositivo è quello di una tridimensionalità spaziale estremamente dilatata. Tutta la scena è ricca di dettagli minuti e preziosi. Ad esempio le forme e le decorazioni degli edifici (la rotonda con archetti rampanti, il palazzo con i medaglioni, i portafiaccole, gli scudi araldici appesi, il balcone con la pertica su cui è steso un asciugamano, e la scaletta lignea interna, la porta cittadina con intarsi comsateschi, volta stellata a crociera e un finto mosaico con due figure a monocromo su fondo oro), dove spesso i trafori mostrano sottili stralci di cielo, oppure le pose sinuose e le vesti eleganti del gruppo di cittadini a destra, che in alcuni dettagli anticipano lavori di Ambrogio Lorenzetti che da qui trasse ispirazione, come negli Effetti del Buon Governo. Se questa metà è sostanzialmente gotica, nel fluire delle linee, in quella sinistra le linee sono più sobrie e le figure degli apostoli sono modellate attraverso i volumi dei panneggi, finemente chiaroscurati in tonalità più intense: evidente è la derivazione dal modello di Giotto. Gli apostoli sono colti ciascuno nella propria individualità: in primo piano si riconosce Giuda Iscariota, già senza aureola, vicino a san Pietro col quale scambia uno sguardo. Dietro di loro un altro, forse Giacomo il maggiore, è distratto dai bambini che lanciano l'ulivo, e ruota vistosamente la testa. Un altro particolare realistico e affettuoso è quello del bambino rossovestito che, dall'altro lato, fa capolino tra due ragazzi con vesti azzurre, affacciandosi da una sorta di sipario come dipingerà poi Ambrogio Lorenzetti nel figlio del calzolaio, sempre nel Buon Governo. 
Splendida è in tutta la scena la ricchezza cromatica, mai scontata, intonata su colori tenui e su una gamma di bruni che, con il cielo azzurro in blu oltremarino, fanno particolarmente risaltare i dettagli in oro, testimonianza della sontuosità raggiunta dalla decorazione della basilica in quel periodo.